# 前村昌紀
前村 昌紀（まえむら あきのり）は、インターネット草創期からネットワークの設計、運用に携わる日本のネットワーク技術者。京都情報大学院大学教授。
1994年にNECのインターネットサービスプロバイダ（ISP）事業立ち上げにネットワークエンジニアとして参加。ネットワーク設計・運用、技術渉外を担当。
1996年より日本ネットワークインフォメーションセンター（JPNIC）IPアドレス検討部会メンバーとなり、2002年からIPアドレス担当理事を務め、日本のIPアドレス管理に貢献した。国際的にも、2000年からアジア太平洋地域を管轄するIPアドレスレジストリであるAPNIC（Asia Pacific Network Information Centre）のEC（Executive Council）メンバーとしてAPNICの運営に関わり、2003年にはEC議長に任命された。
2016年よりIPアドレス・ドメイン名・プロトコルパラメータの管理を総括するICANN（Internet Corporation for Assigned Names and Numbers）の理事を務めた。

## 経歴
- 福岡県立修猷館高等学校卒業。国立九州芸術工科大学芸術工学部（現九州大学芸術工学部）卒業（芸術工学士）[5]
- 元日本電気株式会社勤務 ネットワーク設計、運用、技術渉外を担当[2]
- 元フランス・テレコム勤務 アジア地域IPプロダクト担当シニアマネージャー、リサーチエンジニア[2]
- 一般社団法人日本ネットワークインフォメーションセンター（JPNIC）でIP事業部長、インターネット推進部長を歴任、現在政策主幹[6]
- 元APNIC理事（2000～2016）[7]
- 元ICANN理事（2016～2022）[7]
- 一般社団法人JPCERTコーディネーションセンター理事（2014～）[7]
- DotAsia Organisation理事（2023～）[7]

## 専門分野
- インターネット
- インターネットワーキング技術
- インターネット運営調整
- インターネットガバナンス

## 著書・論文等
- Huitema Christian著,エクストランス訳,前村昌紀監修「インターネットルーティング : インターネットを支える経路制御技術の現在と未来」,翔泳社,2001.3 ISBN 9784798100128
- 前村昌紀「『次世代のインターネット技術』IPv6の実像と現状」,経営情報学会誌編集事務局,経営情報学会誌11(3),106-112,2002-12 CRID:1520290883685062400
- 吉村伸,前村昌紀,成田伸一「JPNIC会員と語る メディアエクスチェンジ株式会社(MEX) インタ-ネットの社会的課題--JPNICに求められるもの」,日本ネットワークインフォメーションセンター,JPNIC newsletter:for JPNIC members/インターネット推進部編(28),18-23,2004-11 CRID:1520854806127258112
- 青山明彦,前村昌紀,成田伸一「JPNIC会員と語る/株式会社 エヌ・ティ・ティ・ドコモ 進化するモバイルインターネット--携帯電話とPCの連携により広がる可能性と課題」,日本ネットワークインフォメーションセンター,JPNIC newsletter:for JPNIC members/インターネット推進部編(33),11-16,2006-07 CRID:1522543655986023680
- 佐久間洋,前村昌紀,成田伸一「JPNIC会員と語る/NECビッグローブ株式会社 インターネットを巡る新たな潮流--市場環境の変化と新たなビジネスモデルの創出」,日本ネットワークインフォメーションセンター,JPNIC newsletter:for JPNIC members/インターネット推進部編(34),12-18,2006-11 CRID:1520291856170762112
- 荒野高志,前村昌紀「IPv6技術の研究開発(産学連携と国際展開の軌跡):2.IPアドレス管理の最新動向と研究開発に対するインパクト」,情報処理学会,情報処理 49 (3),244-250,2008-03-15 CRID:1050001337894479872
- 前村昌紀「連載１ 2011年のアドレス枯渇に備える IPv 第2回 目前に迫るアドレス枯渇の対応策：IPアドレスの捻出では焼け石に水NAT利用やIPv6も課題残す」,日経BP社,日経コミュニケーション=Nikkei communications(528),54-57,2009-02-15 CRID:1520290885119599360
- 前村昌紀,外山勝保,伊勢幸一「座談会 IPv6の現状--スムーズなv6化のために」,インターネットイニシアティブ広報部,IIJ. News 104 6-9,2011-06 CRID:1523951030894891904
- 前村昌紀「新しいインターネットがやってくる-基盤編-:3.IPv4アドレス在庫枯渇とIPv6の普及」,情報処理学会,情報処理 52(9),1100-1103,2011-08-15 CRID:1050845762830789376
- 江崎浩,前村昌紀,奥谷泉「特集 グローバルに活躍する前線から見た,インターネットの世界」,日本ネットワークインフォメーションセンター,JPNIC newsletter:for JPNIC members/インターネット推進部編(66),2-4,2017-08 CRID:1524232505846564608
- 実積寿也,小宮山功一朗,前村昌紀,水越一郎,白畑真,加藤尚徳,堀越功「スプリンターネットを巡る議論」,情報法制学会,情報法制研究 13(0),72-94,2023 CRID:1390015797132036096
- 前村昌紀「インターネット技術コミュニティから見たスプリンターネット」,情報法制研究所出版部,情報法制レポート(4), 58-60,71,2023-03 CRID:1520296420559112064
- 実積寿也,前村昌紀,白畑真,堀越功,小宮山功一朗,水越一郎「スプリンターネットを巡る議論」,情報法制研究所,情報法制レポート4(0),52-71,2023-03-31 CRID:1390297272117023232